# 47 الدب الأكبر d
47 الدب الأكبر d هو كوكب خارج المجموعة الشمسية يدور حول النجم 47 الدب الأكبر في كوكبة الدب الأكبر على مسافة تقارب 46 سنة ضوئية.
تم اكتشاف الكوكب في 6 مارس 2010 من خلال قياس السرعة الشعاعية للنجم المضيف .للكوكب فترة مدارية طويلة (38 عاما) حول النجم 47 الدب الأكبر. اعتبارا من عام 2011، يعتبر هذا الكوكب أبعد الكواكب الثلاثة المعروفة في هذا النظام كوكبي . وتقدر كتلتة بما لا يقل عن 1.64 كتلة مشترية . الفترة المدارية لهذا الكوكب تعتبر أطول فترة مدارية تكتشف عن طريق استخدام مطيافية دوبلر.

مخطط لنظام 47 الدب الأكبر الكوكبي. (47 الدب الأكبر d) هو الكوكب الأبعد.